# J. Hans D. Jensen Preis
Der J. Hans D. Jensen Preis ist ein Preis für theoretische Physik der Klaus-Tschira-Stiftung in Heidelberg. Er wurde zum 100. Geburtstag von J. Hans D. Jensen gestiftet und wird seit 2008 verliehen (wobei in der Regel eine jährliche Verleihung vorgesehen ist). Er ist mit einem Forschungsaufenthalt (Gastprofessur, sog. Jensen Professor) an der Universität Heidelberg verbunden, an der der Nobelpreisträger Jensen wirkte.

## Preisträger
- 2008 Waleri Anatoljewitsch Rubakow, Moskau
- 2009 Jean-Paul Blaizot, CEA,[1] Larry McLerran, Brookhaven National Laboratory, Matthias Neubert, Mainz[2]
- 2010 Markus Luty[3], University of California, Davis
- 2011 Stefan Theisen, MPI Gravitationsphysik Potsdam, Stringtheorie[4]
- 2012 Edward Kolb
- 2015 Matthias Neubert, Mainz, Elementarteilchenphysik[5], Alexander Westphal, DESY, für Arbeiten zu Inflationsmodellen in der Stringtheorie.[6]